# Masłomiąca
Masłomiąca – wieś w Polsce położona w województwie małopolskim, w powiecie krakowskim, w gminie Michałowice, częściowo na terenie Dłubniańskiego Parku Krajobrazowego.
W latach 1975–1998 miejscowość administracyjnie należała do województwa krakowskiego. Wieś wchodzi w skład parafii pod wezwaniem Św. Jakuba w Więcławicach Starych.
Integralne części miejscowości: Klinówka, Koźlica, Widerka.

## Historia
Pierwsze wzmianki o wsi pochodzą z 1357 roku. Wieś była własnością szlachecką. W wieku XV należała do rycerskiego rodu Toporów, w wieku XVII przeszła w ręce rodu Młodziejowskich (jej kolejnymi właścicielami byli Olbrycht, Aleksander i Mikołaj Młodziejowscy). Pod koniec XVIII wieku Masłomiąca należała do hr. Romana Sierakowskiego herbu Ogończyk. W tamtych czasach wieś liczyła 28 domów. Znajdowała się tam kuźnia, karczma oraz dwór, a zamieszkiwało ją 157 mieszkańców. W 1880 roku miejscowość liczyła już 379 mieszkańców i 52 domy. We wsi funkcjonowała kopalnia gipsu, młyn i stawy rybne. 
W 1. połowie XIX wieku wybudowano dwór ceglany.
Właścicielem Masłomiącej w drugiej połowie XIX wieku była Maria de Lavaux. W okresie przed II wojną światową wieś należała do Hrabiego Dyakowskiego.

## Komunikacja
Przez wieś przebiega droga powiatowa nr K 2152 biegnąca od Michałowic do Więcławic, którą to trasą kursuje stała linia autobusowa MPK Kraków nr 260.

## Rekreacja
Teren w centrum miejscowości przeznaczony jest na  sport, rekreację i wypoczynek. Znajdują się tam dwa czynne stawy, boisko piłkarskie, plac zabaw oraz Street Workout Park. W roku 2017 oddano do użytku Klub Seniora.
Przez Masłomiącą przebiega  Szlak rowerowy Dolina Dłubni.

## Osoby związane z miejscowością
- Florian Amand Janowski